# Cratere Huancayo
Huancayo  è un cratere sulla superficie di Marte.